# پاریستک
پاریستک یا انیستیتوی علم و فناوری پاریس (فرانسوی:ParisTech or Institut des sciences et technologies de Paris): یکی از مجموعه دانشگاه‌های تازه تأسیس پاریس است. این دانشگاه با دارا بودن ۱۱ دانشگاه مهندسی تقریباً تمام رشته‌های مهندسی را شامل می‌شود. این دانشگاه همچنین شامل ۱ دانشکده تجارت است. این دانشگاه در تلاش است تا با دیگر دانشگاه‌های برتر فناوری جهان رقابت کند. این دانشگاه در واقع حاصل اتحاد دانشگاه‌های فنی مهندسی پاریس در رشته‌های مختلف است.
این دانشگاه دارای شعبات متعددی در سراسر فرانسه از جمله در پاریس، نانسی، مون پلیه و کلرمون است. این دانشگاه دارای ۱۸٬۹۰۰ نفر دانشجو است.
از جمله دانشگاه‌های تحت پوشش این مجموعه دانشگاهی می‌توان از پلی تکنیک پاریس و دانشگاه ملی معدن فرانسه نام برد.
عمده دانشگاه‌های تحت پوشش پاریس تک در پاریس در محدوده محله لاتین قرار دارند.